# Borgstena
Borgstena – miejscowość (tätort) w Szwecji, w regionie administracyjnym (län) Västra Götaland, w gminie Borås.
Według danych Szwedzkiego Urzędu Statystycznego liczba ludności wyniosła: 426 (31 grudnia 2015), 428 (31 grudnia 2018) i 434 (31 grudnia 2019).